# Pușcă de vânătoare

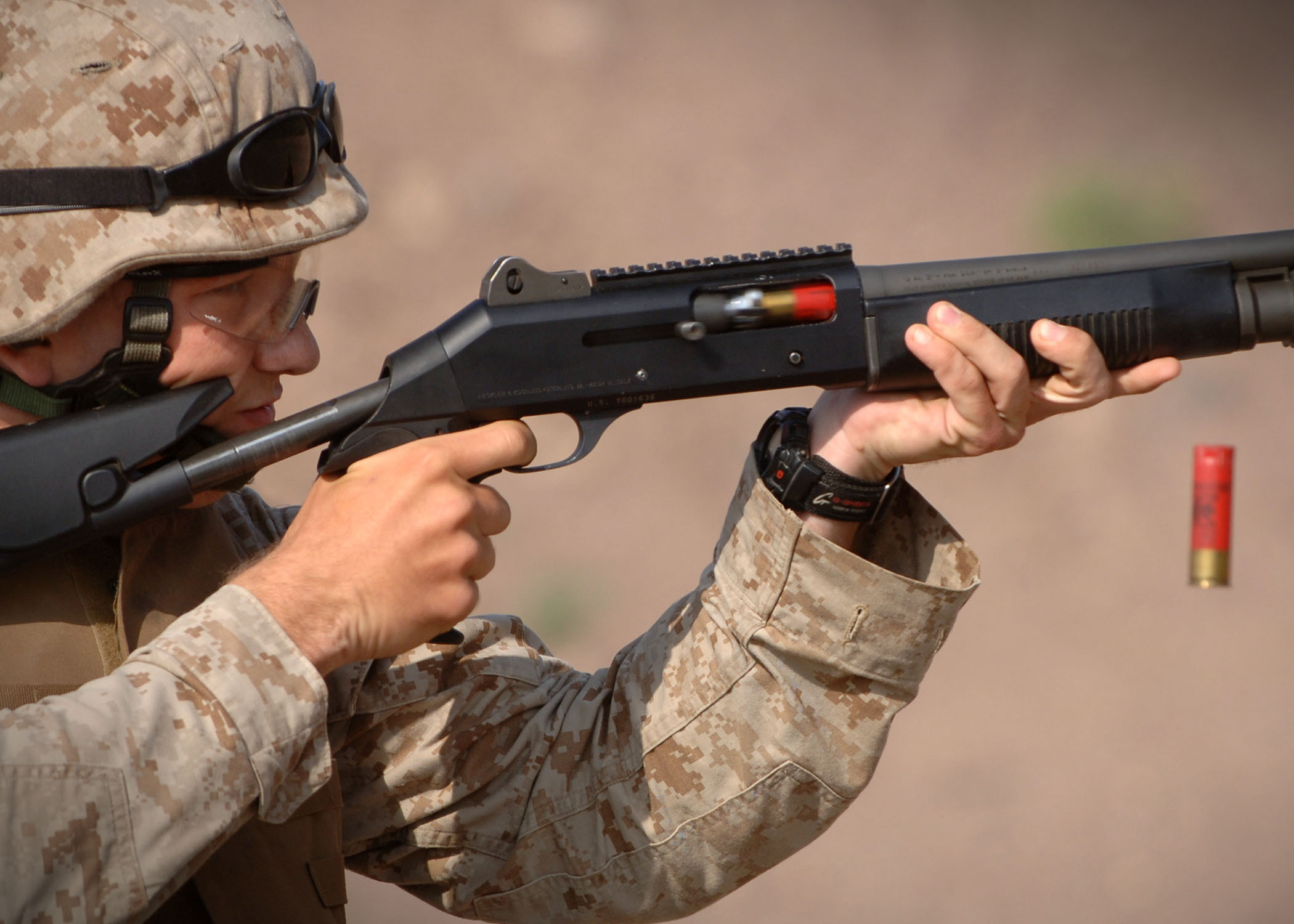
Un soldat american în timp ce trage cu un Benelli M4 semiautomat, în timpul unui exercițiu militar în Arta, Djibouti, 23 decembrie 2006.

Puștile de vânătoare, cunoscute și sub numele englez shotgun,  sunt o tipologie de arme de foc portabile cu țeavă lisă, adică cu interiorul neted. Acest tip de puști este conceput pentru trasul cu alice, flechette sau gloanțe simple de plumb. Pentru a lansa aceste proiectile, țeava trebuie să fie netedă, deoarece gloanțele mici ar distruge rapid retezătura, aceasta fiind totodată inutilă, fiindcă țevile retezate sunt făcute pentru a stabiliza doar un singur glonț.

## Istoria

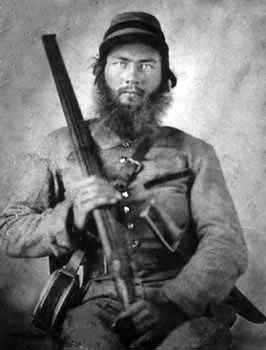
Un soldat confederat cu o pușcă de vânătoare.

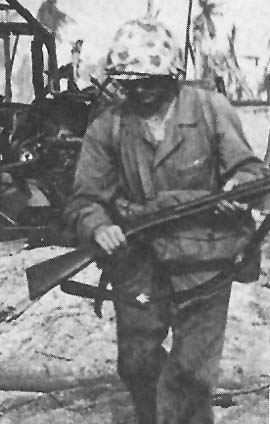
Soldat al infanteriei marine ale Statelor Unite în timpul celui de-al doilea război mondial.

Prima confirmare oficială a unei arme cu țeavă netedă provine dintr-o enciclopedie din 1728, arma fiind utilizată pentru vânătoare de păsări, și din moment ce toate muschetele până în secolul al XIX-lea aveau țeava lisă,  puteau fi folosite atât cu cartușe simple, cât și cu alice, fără probleme. 
În timpul primului război mondial puștile cu țeava lisă au avut o revenire de popularitate, cu "puștile de tranșee" ale armatei americane sub generalul John J. Pershing. Aceste arme au fost atât de eficiente încât Imperiul German a trimis un protest oficial diplomatic, deoarece le-a considerat ca arme care încălcau legile războiului, fiindcă foloseau muniții de plumb fără jachete, deci interzise. După un studiu, Judge Advocate General (un corp de ofițeri americani care au făcut studii de drept) a respins acuzațiile, deoarece muniția a fost placată. Aceasta a fost prima și ultima încercare de a împiedica utilizarea de arme cu țevi lise în război.
În timpul celui de-al doilea război mondial, shotgun-urile au fost puțin folosite de către forțele oficiale ale statelor din Europa, dar forțele partizane sprijinite de aliați au utilizat mult acest tip de armă. În Pacific, pe de altă parte, au fost folosite de multe forțe obișnuite, în special în rândul infanteriei marine a Statelor Unite, deoarece jungla și pozițiile fortificate erau un teren ideal pentru puștile cu țevi lise.
În perioada postbelică, shotgun-ul este folosit pentru roluri specializate, cum ar fi pentru apărarea pozițiilor de mitralieră, în schimburi de foc într-un context urban sau în junglă, și pentru raiduri în clădiri. 
Forțele de poliție folosesc foarte mult acest tip de armă, deoarece pot lansa și proiectile non-letale, cum ar fi gaze lacrimogene, gloanțe de cauciuc și altele.
În vânătoare este încă cea mai folosită armă pentru uciderea animalelor mici, datorită puterii sale și probabilității mai mari de a atinge ținta.
Este totuși arma preferată pentru apărarea personală, în special în SUA, pentru modul ușor de folosit și costul relativ de mic.

## Tipologii

### Cu un singur foc
Este cea mai veche și simplă pușcă de vânătoare și, din punct de vedere a componentelor, are o singură țeavă iar poate lansa cartușele una câte una. Sistemul de încărcare este, în general, break-action, adică cilindrul se rotește înainte, către percutor.

### Cu țevi scurte

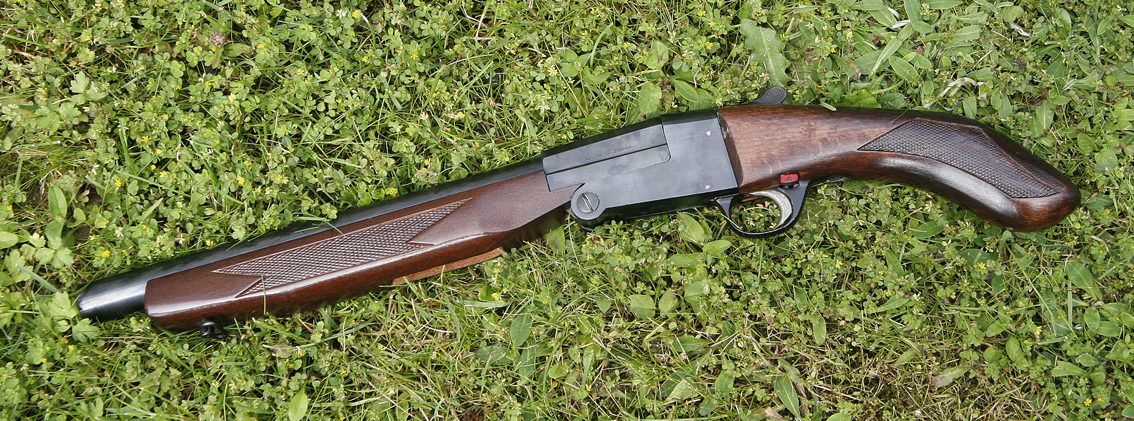
O pușcă lupara.

Pușca cu două țevi lese este o tipologie încă foarte populară și este de asemenea cea de-a doua după vechime. Un exemplu este lupara, o pușcă italiană de vânătoare, cu țevi scurte. Numele provine probabil din faptul că această armă era folosită pentru apărarea împotriva lupilor (în italiană lup se spune lupo). De-a lungul anilor, folosirea luparei în crime legate de mafie a legat imaginea acestei arme la crima organizată siciliană, încât uneori se numește lupara bianca (lupara albă) omuciderea comisă de cineva legat de mafie.

### Cu levier
Folosirea acestei arme s-a răspândit în America la mijlocul secolului al XIX-lea și este remarcabilă prezența sa în filmografia Western. A fost totuși înlocuită de puști cu acțiune la pompă și semi-automate. Cu toate acestea, se bucură încă de o anumită popularitate în Australia, deoarece alte puști shotgun sunt practic imposibil de deținut datorită legilor în vigoare.

### Bolt-Action
Foarte puțin frecvent; Puținele specimene în producție sunt fabricate în general la nivel semi-artizanal, dar au încă o funcționare destul de bună.

### Cu acțiune la pompă

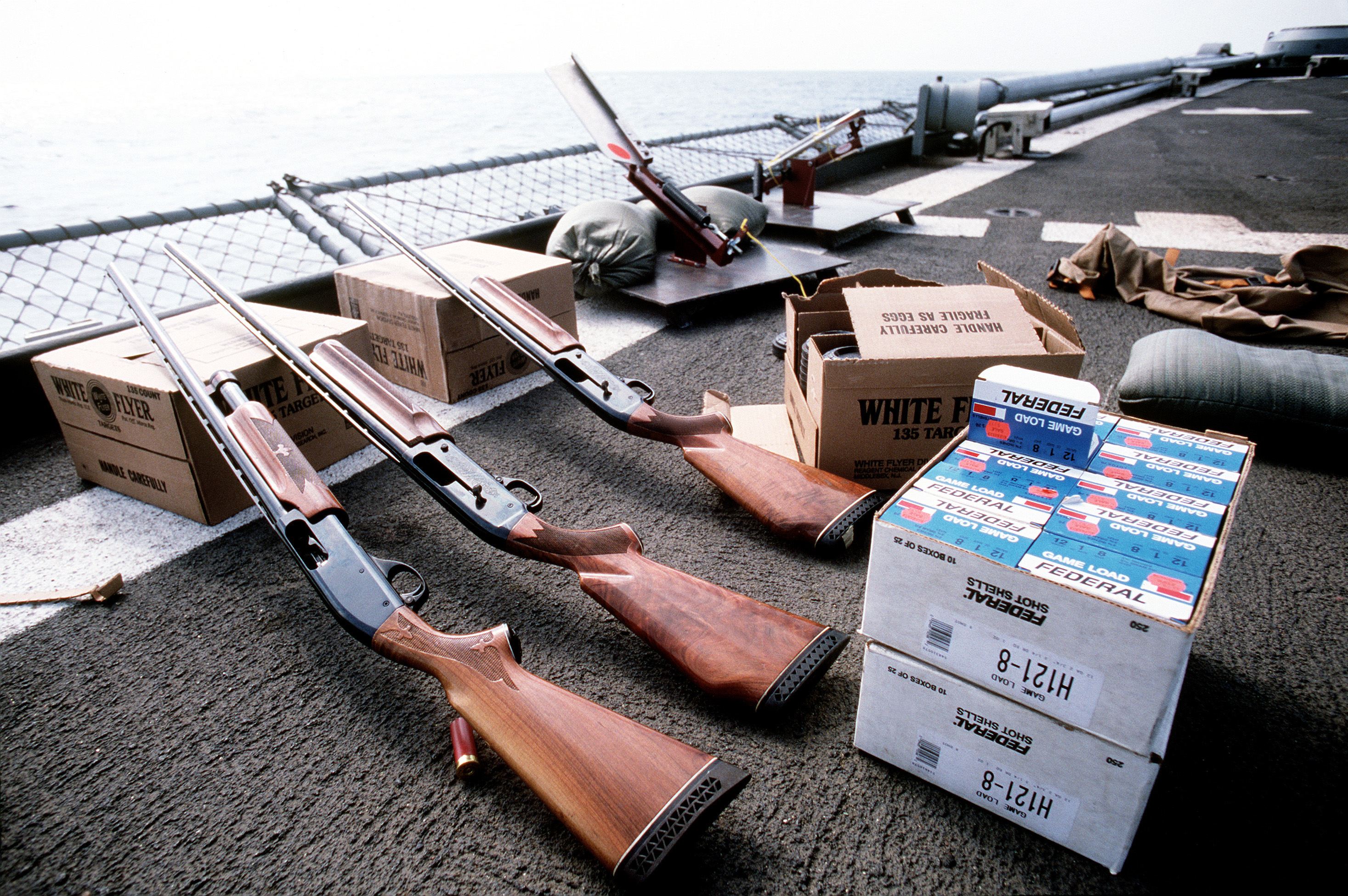
O pușcă cu acțiune la pompă tip Winchester model 1897, și două model Remington 1100.

Este mult mai rapidă decât cea bolt-action și un pic mai rapidă decât pușca cu levier, deoarece nu necesită scoaterea mâinii de pe trăgaci în timpul reîncărcării. Odată ce se trag gloanțele, partea frontală este mișcată înapoi cu mâna, iar cartușul consumat este evacuat. Apoi este reîncărcat prin mutarea manuală a părții frontale în față.

### Semiautomate
O mare parte din puștile de vânătoare moderne sunt semiautomate, în care mecanismele interne încarcă cartușule de fiecare dată când se apasă trăgaciul. Datorită ușurinței lor de utilizare, sunt foarte mult utilizate de către vânători.

### Automate
Câteodată prezente în armamentul armatei în unele țări, au fost proiectate pentru a fi folosite muniție explozivă, mulțumită puterii de foc considerabile pe care o dezvoltă, în special în spațiile închise unde inamicul se poate ascunde. Reculul lor foarte puternic, împreună cu rata relativ ridicată de foc, au făcut întotdeauna aceste tipuri de arme dificil de utilizat și, prin urmare, sunt încă o raritate.

### Combinate
Similar cu puștile cu două țevi, cu diferența faptului că o țeavă lisă este pusă împreună cu una retezată; în prezent sunt folosite pentru competiții de vânătoare, mulțumită posibilității de a alege între o mare precizie pe distanțe lungi sau o putere mare mare dar pe distanță scurtă (cu implicații evidente privind siguranța). Utilizarea lor înafara activităților legate de vânătoare este totuși rară.

## Utilizarea
Utilizarea tipică a unei puști shotgun este împotriva țintelor mici și rapide, adesea și în aer. Împrăștierea împușcăturii permite utilizatorului să îndrepte arma aproape de țintă, mai degrabă decât să țintească cu precizie așa cum se întâmplă în cazul armelor cu un singur proiectil. Dezavantajele împușcării cu armele de vânătoare sunt distanța redusă de acțiune și penetrarea limitată a împușcăturii. 
În afară de utilizarea cea mai frecventă, adică împotriva țintelor mici sau cu mișcare rapidă, aceste tipuri de puști au multe avantaje și atunci când vine vorba despre țintele care nu se mișcă. În primul rând, are o putere enormă de oprire la distanță mică, mai mult decât aproape toate celălalte categorii de arme. Deși mulți cred că pușca shotgun este o armă de foc pentru utilizatori neexperimentați, adevărul este că, de la o distanță apropiată, răspândirea împușcaturilor nu este deloc mare, iar o bună competență în țintire este necesară. 
Cu excepția vânătoarei, aceste arme pot fi utilizate de către poliție, armată, în sporturi, sau pentru apărare personală.

### Sporturi

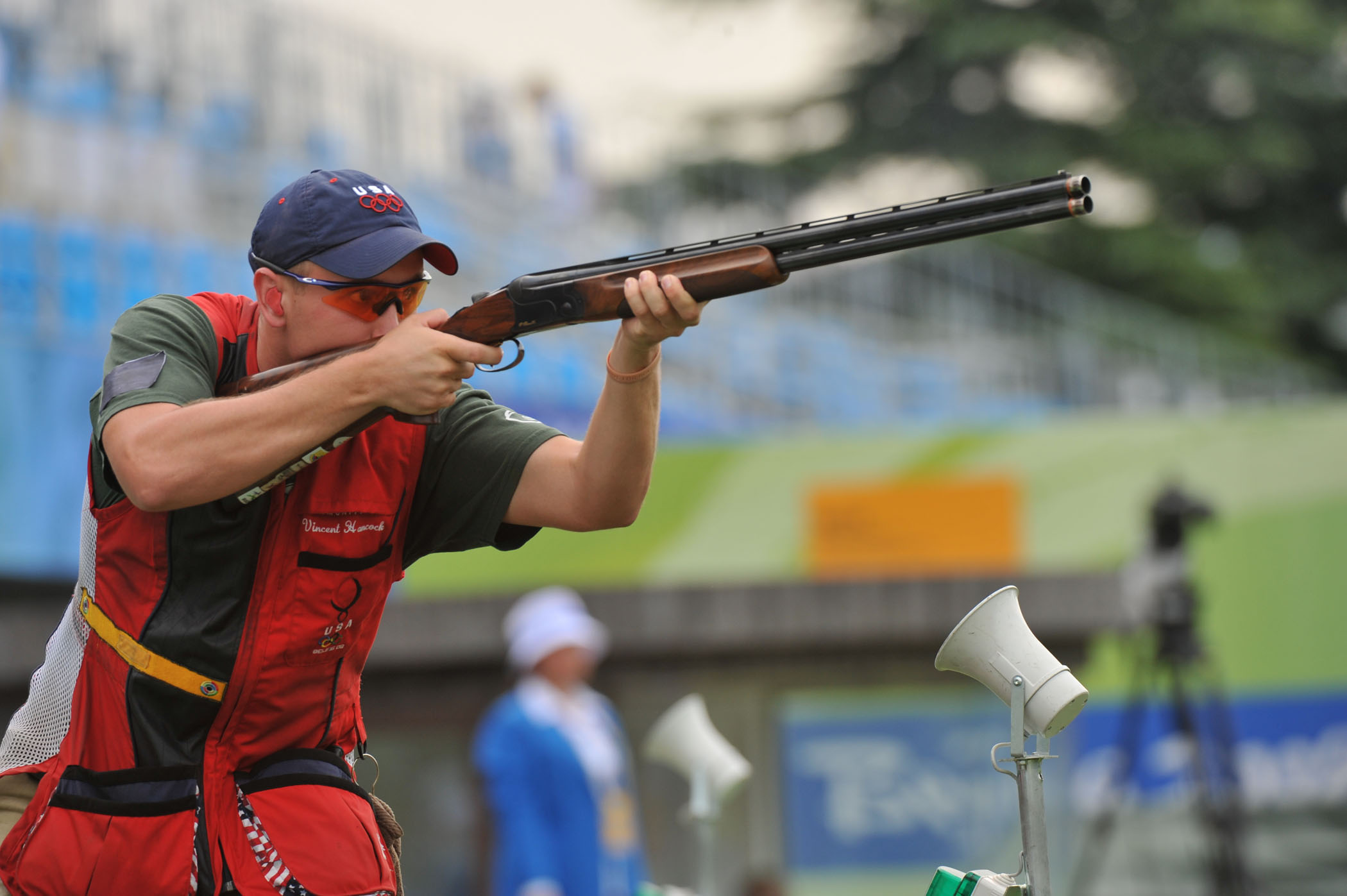
Vincent Hancock în finala competiției de talere în Jocurile Olimpice de vară din 2008.

Una dintre cele mai comune utilizări ale puștilor de vânătoare este în sporturile care prevăd lovirea cu glonț al unui obiect lansat în aer, cum ar fi talerele. Acest sport implică împușcarea unor discuri de argilă, aruncate manual sau de o mașină. Acest tip de sport este prezent și în Jocurile Olimpice.

### Utilizarea în poliție
În SUA și Canada, puștile de vânătoare sunt utilizate pe scară largă de către forțele de poliție. Una dintre cele mai frecvente opinii este că, chiar și fără prea multă pregătire, un ofițer este capabil să lovească ținte la o distanță mică, datorită efectului de răspândire ale alicelor. Acest lucru este în mare măsură un mit, pentru că și la o distanță de 8 metri există posibilitea de a nu lovi ținta. Unele forțe de poliție înlocuiesc puștile de vânătoare pentru acest rol cu carabine, cum ar fi modelele AR-15. Shotgun-urile sunt, de asemenea, folosite și în situații de blocaj rutier. În SUA, polițiștii folosesc adesea puști de vânătoare, în special pentru controlarea protestelelor, caz în care aceste arme se pot încărca cu muniții mai puțin letale, cum ar fi gloanțele din cauciuc. Puștile de vânătoare sunt, de asemenea, adesea utilizate pentru a sparge ușile încuiate.

### Utilizarea în armată

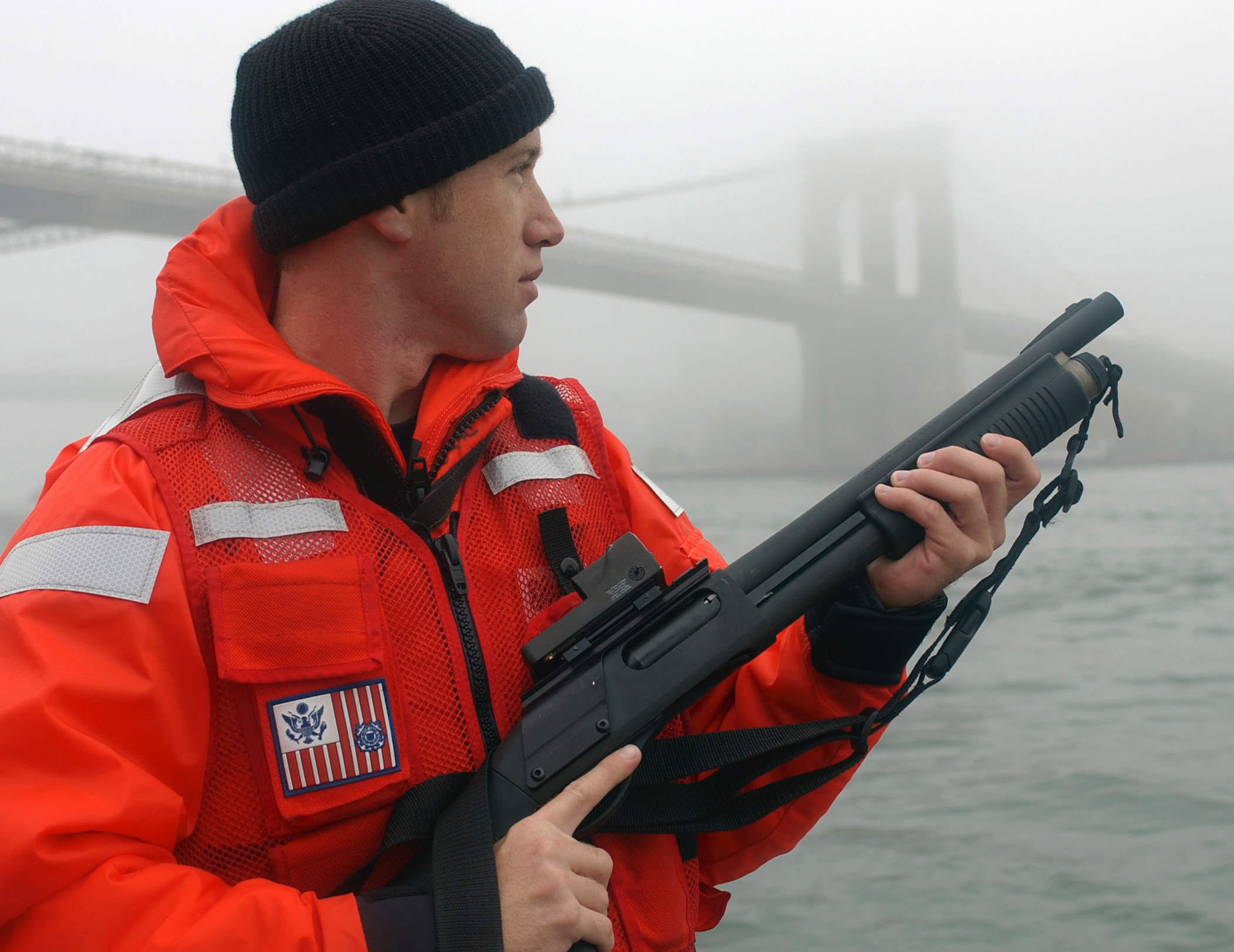
Agent ale Pazei de Coastă Americană cu un shotgun.

Shotgun-urile se pot regăsi și în armamentul militar, în special pentru scopurile speciale. Puștile de vânătoare sunt prezente pe bordul navelor pentru securitatea la bord, deoarece acest tip armă este foarte eficient la distanță mică, pentru a respinge abordările inamice. În cadrul naval, se folosesc adesea puști din oțel inoxidabil, deoarece oțelul obișnuit este mai predispus la coroziune în mediul marin. Forțele infanteriei marine au folosit acest tip de puști de la înființarea lor la nivel de echipă. Shotgun-urile au fost folosite în luptele de tranșee ale primului război mondial, în luptele din junglă din timpul celui de-al doilea război mondial și în războiul din Vietnam. Puștile de vânătoare au utilizate de asemenea în Irak, fiind utile pentru soldați în luptele urbane. Unele unități ale armatei americane în Irak au folosit puști cu rachete speciale de rupere pentru a distruge o ușă atunci când făceau o intrare neașteptată într-o locuință.

### Pentru apărarea personală
Puștile de vânătoare sunt arme bune pentru apărarea personală pentru multe din aceleași motive pentru care sunt preferate de către polițiști și militari.

## Legături externe
- Shotgun FAQ
- Shotgun sabot separation photography
- "Shotgun Chokes and Gauges." Popular Mechanics, October 1947, p. 196–200. Excellent diagrams and drawings.